# Christoph Iselin (Maler)
Christoph Iselin, Taufname Christoph Wilhelm Iselin (* 18. Mai 1910 in Basel; † 21. März 1987 in Riehen) war ein Schweizer Maler, Grafiker, Zeichner und Kunstlehrer.

## Leben und Werk
Christoph Iselin war ein Sohn des in Riehen tätigen Pfarrers Ludwig Emil Iselin (1861–1925) und der Anna Louise Ernestine, geborene Tobler (1868–1935). Iselin musste seinen Traum, Kunstmaler zu werden, auf Wunsch der Eltern zurückstellen und zuerst einen angesehenen Beruf ausüben. Nach einer Drogistenlehre hielt er sich 1934/1935 an der Académie Ranson in Paris auf. Dort lernte er seine zukünftige Frau Elly Boesch kennen. Beide besuchten anschliessend die Allgemeine Gewerbeschule Basel und wurden u. a. von Albrecht Mayer unterrichtet. Auslandsaufenthalte in der Toskana, Korsika und Paris prägten Iselins künstlerisches Schaffen massgeblich. Von 1941 bis 1955 unterrichtete er als Zeichenlehrer an Schulen in Riehen und Basel. In den 1950er-Jahren baute das Künstlerehepaar ein zusätzliches Atelierhaus in Saint-Luc.
Christoph Iselin war Mitglied der Sektion Basel der GSMBA und erhielt 1946 ein eidgenössisches Kunststipendium. Seine Werke stellte er in zahlreichen Einzel- und Gruppenausstellungen aus. Iselin schuf u. a. für das Gemeindehaus in Riehen im Eingangsbereich das Majolika-Mosaik Die Jugend, die Landwirtschaft, Arbeit und Familie.